# Borutzkyella ravesi
Borutzkyella ravesi är en kräftdjursart som först beskrevs av Borutzkii 1973.  Borutzkyella ravesi ingår i släktet Borutzkyella och familjen Buddelundiellidae. Inga underarter finns listade i Catalogue of Life.